# Aeroporto di Torino
Luchthaven Turijn (Italiaans: Aeroporto di Torino) (IATA: TRN, ICAO: LIMF) ligt zo'n 16 kilometer ten noorden van het centrum van Turijn, in de Italiaanse regio Piëmont. De luchthaven staat ook bekend onder de naam Turijn-Caselle.

## Geschiedenis
De luchthaven werd gebouwd in 1953 en gerenoveerd in 1989 en nog eens in 2005 voor de Olympische Winterspelen van 2006.
De luchthaven won zowel in 2007 als in 2008 de ACI Europe Best Airport Award in de categorie voor luchthavens van 1 tot 5 miljoen passagiers per jaar.

## Statistieken
| Jaar | Passagiers | Vluchten |
| ---- | ---------- | -------- |
| 2010 | 3.560.169  | 54.840   |
| 2009 | 3.227.258  | 56.419   |
| 2008 | 3.420.833  | 58.148   |
| 2007 | 3.509.253  | 62.136   |
| 2006 | 3.260.974  | 60.838   |
| 2005 | 3.148.807  |          |
| 2004 | 3.141.888  |          |
| 2003 | 2.820.448  |          |
| 2002 | 2.787.091  |          |
| 2001 | 2.820.762  |          |
| 2000 | 2.814.850  |          |
| 1999 | 2.498.775  |          |
| 1998 | 2.464.173  |          |
| 1997 | 2.391.902  |          |
| 1996 | 2.009.532  |          |
| 1995 | 1.836.407  |          |
| 1994 | 1.758.936  |          |